# 2131-es mellékút (Magyarország)
A 2131-es számú mellékút egy rövid, alig három és fél kilométeres hosszúságú, négy számjegyű mellékút Heves és Nógrád vármegyék, a Cserhát és a Mátra határvidékén. Fő feladata, hogy Szarvasgede községet összekösse a 21-es főúttal Jobbágyi érintése nélkül.

## Nyomvonala
A 21-es főút 14. kilométer-szelvényénél kialakított csomópontnál kezdődik, a Heves vármegyei Apc külterületén, a főúttól keletre lévő körforgalomban. Nyugat felé indul, az ellenkező irányban ugyanebből a körforgalomból ágazik ki a 2404-es út is. Felüljárón átkel a 21-es út felett, majd a túloldalon is áthalad egy körforgalmon. A csomópont átkötő ágai: Budapest felől a 21 602-es, Salgótarján felől a 21 604-es, Budapest felé a 21 605-ös, Salgótarján felé pedig a 21 603-as utak. Régen a 2404-essel szemben ágazott ki a 21-esből szintben, a főút viszont azóta osztott pályás lett. Ezért épültek az áthajtó ágak.
A folytatásban egy ideig Zagyvaszántó határát is súrolva halad, de nem lép át a település területére. Nagyjából a 2+500-as kilométerszelvényéig Apc területén húzódik, majd átlép Nógrád vármegyébe, azon belül Szarvasgedére. A 2129-es útba torkollva ér véget, annak a 25+900-as kilométerszelvénye közelében.
Teljes hossza az országos közutak térképes nyilvántartását szolgáló kira.gov.hu adatbázisa szerint 3,637 kilométer.